# Osphronemus septemfasciatus
Osphronemus septemfasciatus är en fiskart som beskrevs av Roberts 1992. Osphronemus septemfasciatus ingår i släktet Osphronemus och familjen Osphronemidae. Inga underarter finns listade i Catalogue of Life.